# Gare de Leerdam
La gare de Leerdam (en néerlandais station Leerdam) est une gare ferroviaire néerlandaise située à Leerdam, dans la province d'Utrecht.
Elle est située sur la Ligne de la Betuwe, appelée également la ligne Merwede-Linge, dans les provinces de la Hollande-Méridionale, du Utrecht et du Gueldre, sur le trajet reliant Dordrecht à Geldermalsen et jusqu'à Elst.
La gare a été ouverte le 1er décembre 1883 et est toujours en service.